# Aedes bekkui
Aedes bekkui är en tvåvingeart som beskrevs av Mogi 1977. Aedes bekkui ingår i släktet Aedes och familjen stickmyggor. Inga underarter finns listade i Catalogue of Life.